# Labeser Krippenspiel
Das Labeser Krippenspiel ist ein Krippenspiel, das 1921 in Labes in Pommern eingeführt wurde. Heute finden jährlich Aufführungen in Hannover und in Schwüblingsen statt. Die Worte des Krippenspiels gehen auf ein altes süddeutsches Christgeburtsspiel zurück.

## Geschichte
Das Labeser Krippenspiel erhielt seinen Namen nach der Kreisstadt Labes in Pommern, etwa 100 km östlich von Stettin. Dort wurde es nach dem Ersten Weltkrieg durch Maria von Bismarck, Gemahlin des Landrates Herbert von Bismarck, eingeführt. Die erste Aufführung fand am 1. Advent 1921 in der Marienkirche unter ihrer Leitung statt. Die Worte gehen auf ein spätmittelalterliches süddeutsches Christgeburtsspiel zurück, wurden aber umgestaltet und musikalisch bereichert. Die Spieler waren Einwohner der Stadt Labes. Das Labeser Krippenspiel wurde mit drei Aufführungen am 1. Advent zu einem festen Bestandteil des Gemeindelebens. Es war eine Besonderheit in dem evangelischen Pommern.
Auch der Lehrer Walter Nemitz gehörte der Krippenspielschar an, wurde ihr musikalischer Betreuer, war zehn Jahre der Josef-Darsteller und übernahm die Spielleitung, als die Familie von Bismarck aus Labes fortzog.
Nach dem Zweiten Weltkrieg kam Labes an Polen und die Bevölkerung wurde durch Polen ersetzt. So endete die Tradition dieses Krippenspiels in Labes. Walter Nemitz schrieb das Spiel aus dem Gedächtnis nieder und brachte es 1948 und 1953 in Osterburg (Altmark) sowie 1954 und 1956 in Gardelegen zur Aufführung. 1962 wurde das Labeser Krippenspiel durch seinen Sohn Siegfried Nemitz und Bernd-Ulrich Köpke in der St. Nicolai-Kirche in Hannover-Bothfeld aufgeführt. Darsteller waren die evangelischen Pfadfinderinnen und Pfadfinder der Kirchengemeinde.
Walter Nemitz, inzwischen Kantor der St. Nathanel-Gemeinde in Hannover, erinnerte sich Anfang der 1970er Jahre wieder an das Krippenspiel, in dem er viele Jahre die Rolle des Josef gespielt hatte. Mit einigen neu überarbeiteten Bildern und Szenen wurde das Krippenspiel erstmals am 1. Advent 1972 in der Kirche der St. Nathanael-Gemeinde in Hannover-Bothfeld aufgeführt. Seitdem gehört es in Hannover zum festen Bestandteil des Gemeindelebens. Frühere Bewohner aus Labes und Angehörige, die aus ganz Deutschland anreisen, und Bewohner von Hannover treffen sich traditionell am Sonnabend vor dem 1. Advent in der Kirche der St. Nathanel-Gemeinde in Hannover zu einem gemeinsamen Besuch der Aufführung. Die Krippenspiel-Schar hat in den vergangenen Jahren das Krippenspiel auch an den Entstehungsort nach Labes in einigen Aufführungen zurückgebracht.
Seit 1986 findet eine Aufführung außerdem immer am Samstag vor dem 4. Advent im TRITONUS Schwüblingsen, einem Verlag und Konzertveranstalter in Schwüblingsen, unter der Leitung von Hartmut Nemitz, Sohn von Walter Nemitz, statt.

## Handlung
Die Handlung des Krippenspiels bei der Aufführung in Labes:
Mitwirkende:
Maria, Josef, die drei Könige, Hirten, der Wirt, die Wirtstochter, der Verkündungsengel, Engelgruppe, Kumpanei und fünf Kinder.
Vorspiel
Im Altarraum war ein erhöhtes Podium aufgebaut, mit schönen Tannen im Hintergrund. Das Krippenspiel begann mit den zwei ersten Strophen des Adventsliedes Wie soll ich dich empfangen, gemeinsam gesungen mit der anwesenden Gemeinde. Während dieses Singens kamen hinter dem Altar zwei Lichtkranzträger und zwei Engel hervor, je eine Kerze in der Hand, nahmen Licht von den Altarkerzen, schritten zu den Tannenbäumen und zündeten die Lichter auf den Zweigen und die Kerzen der Lichtkranzträger an.
Alle Spieler, außer Josef und Maria, hatten sich im Kircheneingang versammelt und schritten nun, den Choral Kommt und lasst uns Christum ehren singend, den Mittelgang der Kirche entlang zum Podium hinauf. Sie verteilten sich und stellten sich auf der rechten und linken Seite des Podiums auf und bildeten den Chor, denn es wurden während des Spieles viele alte Weihnachtslieder und Choräle gesungen. Sie waren auch gleichzeitig in den nun folgenden Szenen der lebende Vorhang.
1. Bild: Maria und Josef kommen hinter dem Altar hervor, schreiten auf die Mitte des Podiums und sprechen von der Reise nach Jerusalem. Josef ist sehr verzagt. Maria aber hat großes Gottvertrauen und tröstet Josef. Beide treten wieder hinter den Altar ab. Von dort erklingt, von Maria gesungen, das schöne Volkslied Maria durch ein’ Dornwald ging mit Geigenbegleitung von Josef.
2. Bild: Maria und Josef sind auf der Herbergssuche. Vom Wirt werden sie sehr schroff abgewiesen, aber das Wirtstöchterlein hat Erbarmen und führt sie in den Stall.
3. Bild: Die Szene der Hirten auf dem Felde ist eine der schönsten des Spieles. Sie liegen um ein kleines Feuer. Ein Hirte erzählt die alte Mär von einer Nacht, und nach dem Abendlied der Hirtenflöte schlafen sie ein. Der Verkündigungsengel erscheint und bringt ihnen die Nachricht von der Geburt des Heilandes. Der dreistimmige Engelchor singt das Ehre sei Gott in der Höhe.
4. Bild: Maria und Josef sind an der Krippe. Maria singt: Josef, lieber Josef mein, hilf mir wiegen mein Kindelein ... Josef antwortet: Gerne, lieb Maria mein, will ich dir wiegen dein Kindelein ... In dem schönen Engelreigen wird dargestellt, wie gut das Kind behütet ist.
5. Bild: Mit dem Liede Ihr Hirten, erwacht! kommen die Hirten, das Christkind anzubeten und ihm ihre Gaben zu bringen: Ein wenig Woll’ vom jüngsten Schaf, ein Krügle Milch, vom Baum die schönsten Äpfel und Nüss’.
6. Bild: Die drei Könige erscheinen, beten das Kind an, bringen ihre Geschenke dar. Während dieser Szene erklingt, vom Chor gesungen, der Choral Es ist ein Ros’ entsprungen.
7. Bild: Die Kinder schreiten zur Krippe, zweistimmig das Lied Ihr Kinderlein kommet singend. Sie schmücken die Krippe mit einer Rosengirlande, bringen ihre Geschenke und knien nieder, um das Christkind anzubeten.
8. Bild: An der Krippe steht im letzten Bild ein großes brennendes Licht. Alle Mitspieler knien nieder und singen dabei das Lied Kleiner Knabe, großer Gott, schönste Blume weiß und rot. Danach tritt ein Engel hervor, zündet an der großen Kerze sein Licht an und spricht, zur Gemeinde gewandt, die Strophe eines Weihnachtschorals: Ihr lieben Christen insgemein, lasst uns immer recht dankbar sein ... Alle übrigen Spieler zünden nacheinander ebenfalls ihre Kerzen an dem großen Licht der Krippe an, stellen sich auf zum Abgang, dadurch werden Krippe mit Maria und Josef und dem brennenden Licht ganz verdeckt, gruppieren sich zu zweien, und den Choral Lobt Gott, ihr Christen allzugleich singend, verlassen alle Spieler, jeder seine brennende Kerze in der Hand, das Podium und schreiten den Mittelgang entlang wieder dem Ausgang zu. Auf dem Podium bleibt allein die große brennende Kerze zurück, das Weihnachtslicht für alle. Zum Schluss singt die Gemeinde: O, du fröhliche, o, du selige, gnadenbringende Weihnachtszeit.

## Tonträger
Labeser Krippenspiel aus Pommern. Schallplatte oder Kassette, erschienen Advent 1978. Schallplattenfabrik Pallas GmbH, Diepholz.
DVD Labeser Krippenspiel. Aufgezeichnet in der St. Willehadi-Kirche Osterholz-Scharmbeck im Dezember 2015. Ein Film von Flimmern+Rauschen e.V. www.osterholz-tv.de